# 체펠린 작전
체펠린 작전(영어: Operation Zeppelin)은 제2차 세계 대전 당시 영국군이 수행했던 기만 작전으로, 1944년 노르망디 침공의 은신 작전이었던 보디가드 작전의 일환이었다. 체펠린 작전은 독일군 정보부가 연합군의 침공이 1944년 지중해에서 벌어질 것이라고 믿게 만드는 것이 주요 목적이었다. 이 작전은 "A"군이 계획했으며 다양한 눈속임과 잘못된 정보를 이용하여 실행되었다.
체펠린은 1944년 2월부터 7월까지 5단계로 실행되었다. 영국군은 그리스, 알바니아, 크로아티아, 불가리아, 터키, 프랑스 등에 침공할 것처럼 위장했다. 각각의 침공 위장 작전은 개별적인 암호명을 부여받았다. 벤데타는 디데이에 남부 프랑스를 침공할 것처럼 위장한 작전을 가리켰고, 터퍼튜드는 체펠린 작전의 마지막 작전으로 불가리아 및 그리스를 육로로 침공하는 것처럼 꾸민 작전이었다.
체펠린 작전이 작전 지역의 독일군의 대응에 어떤 영향을 미쳤는지는 불분명하지만, 디데이 이후에도 지중해에 독일 방어군이 묶여있었다는 점에서 기만 작전의 목표는 달성했다. 전후 독일 정보부 기록에 따르면 체펠린 작전이 의도한대로 독일 정보부가 연합군을 과대평가했음이 드러났다. 그러나, 독일 최고 사령부는 발칸 반도에서 연합군의 주요 침공 작전이 벌어질 것이라 예상하지 않았다.